# 陸埜
陸埜（1560年—？），字子聞，號鳴皋，山東登州府登州衛籍，明朝政治人物。

## 生平
萬曆七年（1579年）己卯鄉試四十一名，萬曆十四年（1586年）丙戌科會試二百四十九名，登二甲第五十二名進士。户部观政，歴刑部郎中，謫運判。所著有《海陵集》。

## 家族
曾祖陸琮；祖父陸鎬，曾任教諭；父陸僑，曾任訓導。母王氏。永感下。兄陸基（训导）、陆在、陆垕、陆壮，俱生员。